# Формачёво
Формачево — пристанционный посёлок в Увельском районе Челябинской области. Входит в Кичигинское сельское поселение.

## География
Расположен в западной части увельского района.
Расстояние до районного центра, Увельского, 11 км..

## История
Основан в 1913 году при железнодорожном разъезде.

## Население
По данным Всероссийской переписи, в 2010 году численность населения посёлка составляла 343 человека.

## Ландшафт
Поселок расположен вблизи лесных массивов, на востоке расположено озеро Кичигино, на юго-западе Южноуральское водохранилище и Кичигинский бор.

## Транспорт
Через станцию следуют электропоезда по маршруту Карталы - Челябинск (до 2012 года также курсировали электропоезда Южноуральск - Челябинск). Кроме того, 2 раза в день проходит автобус №44, следующий из Южноуральска в Сухарыш